# Лазаревский форт

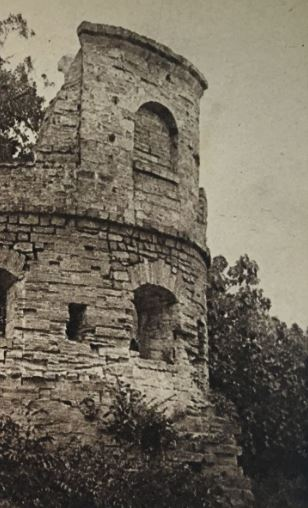
Остатки Лазаревского форта, 1920-е гг.

Лазаревский форт (Форт Лазарева) — укрепление, построенное в 1839 году русскими войсками на восточном побережье Чёрного моря, у устья реки Псезуапсе, входившее в состав Черноморской береговой  линии. Ныне — микрорайон города Сочи под названием Лазаревское.

## Предыстория

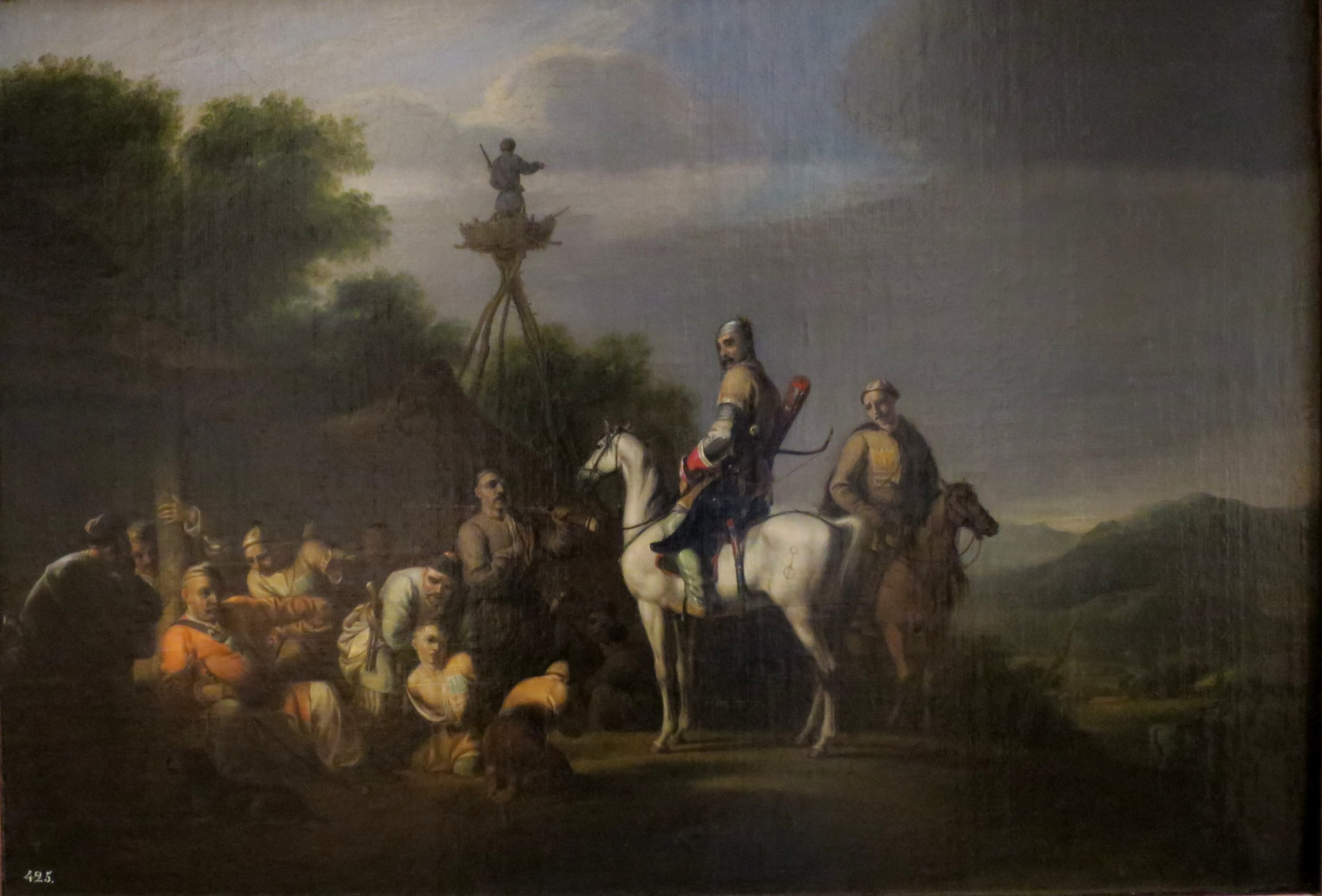
Черкесский князь, продающий двух мальчиков. Вильям Аллан, 1814 год.

В 1829 году, после окончания Русско - турецкой войны, между Российской и Османской империями был подписан Адрианопольский мирный договор, по которому Черноморское побережье Кавказа от устья реки Кубань до пристани Святого Николая переходило к Российской Империи. Для обеспечения безопасности побережья, пресечения контрабанды, работорговли, незаконных взаимоотношений местного населения с Турцией, устройства карантинных и таможенных постов, правительством Российской империи было принято решение о постройке Черноморской береговой линии. После успешной высадки русского десанта у устья реки Псезуапсе,занятия плацдарма и постройки, в состав этой линии вошло укрепление названное в честь русского адмирала - флотоводца М.П Лазарева.

## Десантная операция и закладка укрепления
7 июля 1839 года эскадра кораблей Черноморского флота под командованием адмирала М. П. Лазарева и генерала Н. Н. Раевского встала напротив устья реки Псезуапсе. В состав эскадры входили корабли «Иоанн Златоуст», «Императрица Екатерина II», «Память Евстафия», «Адрианополь», «Султан Махмуд» и «Силистрия», фрегаты «Тенедос», «Браилов», «Агатополь», бриг «Меркурий», тендер «Спешный», пароходы «Колхида» и «Громоносец». Эти судна доставили войска, вооружение, а также строительные материалы для возведения форта и двухмесячный запас продуктов для солдат.

## Строительство укрепления

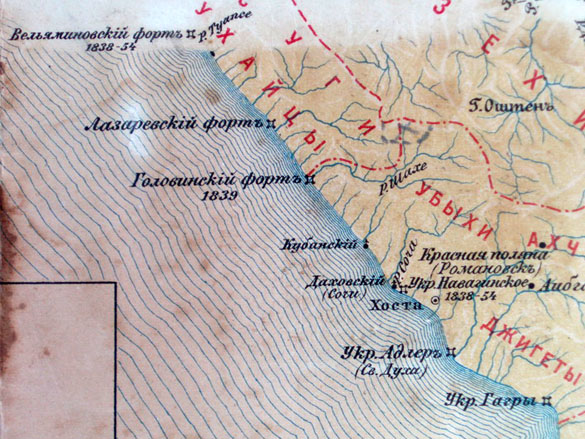
Карта укреплений в составе Черноморской береговой укрепленной линии

Строительства форта в виде четырёхугольника с полубастионами началось 12 июля 1839 года и было закончено в ноябре того же года. Изначально для возведения стен форта и всех укреплений береговой линии Чёрного моря использовались определённые сорта древесины.Часть срубов для укреплений доставлялись в разобранном виде из Ростова и Таганрога. В работах по возведению форта принимал участие декабрист М.М. Нарышкин.

## Штурм и разрушение форта горцами
Форт Лазарева был взят штурмом шапсугами и убыхами 7 февраля 1840 года во время восстания под командованием Берзека Хаджи Дагумоко Исмаила.

## Повторный десант и возвращение форта
Возвращено укрепление было только в конце мая после повторного десанта. Для усиления обороноспособности сооружения было принято решение возвести стены укреплений из керченского камня. В рамках реконструкции предполагалось сохранить и старое укрепление. Намечались углубление рва, возведение капониров, блокгаузов, тамбура с бойницами по брустверу, а редуты и оборонительные стены должны были соорудить из камня.
Сохранился план Лазаревского форта от 1850 года, согласно которому в состав внутренних построек форта входили казармы для солдат и офицерский дом, лазарет, кухни, цейхгаузы, пороховой погреб и помещение для провизии.

## Вывод гарнизона и последующее разрушение укрепления

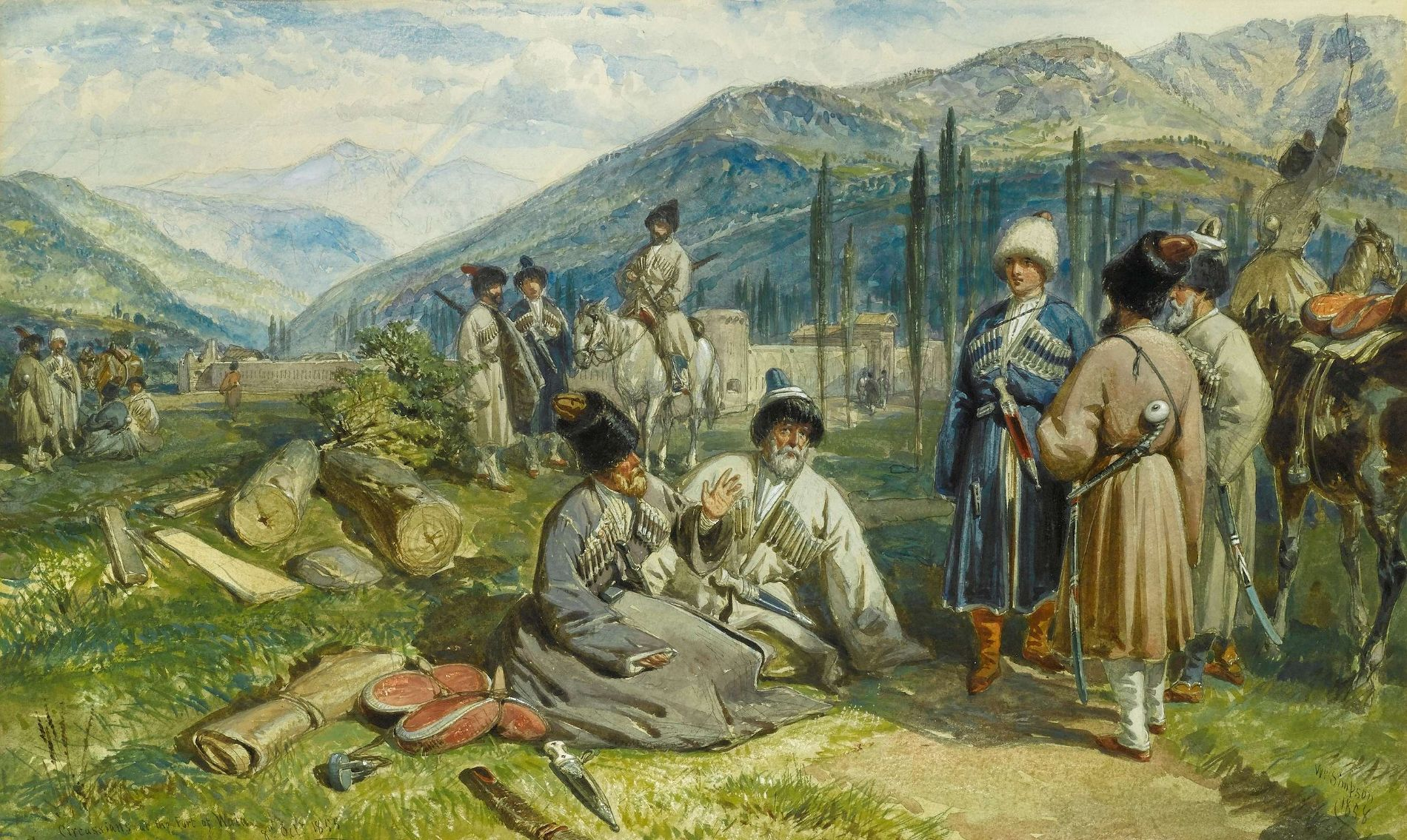
Уильям Симпсон.Черкесы у форта Вайя (Форт Лазарева). Картина 1855 год.

Во время Крымской войны в 1854 году форт Лазарева, как и другие военные укрепления черноморской береговой линии, был оставлен. Всё, что было невозможно вывезти, было уничтожено или спрятано в колодцах и ямах. Оставляемые крепостные орудия были приведены в негодность, а их лафеты сожжены.

## После окончания Кавказской войны

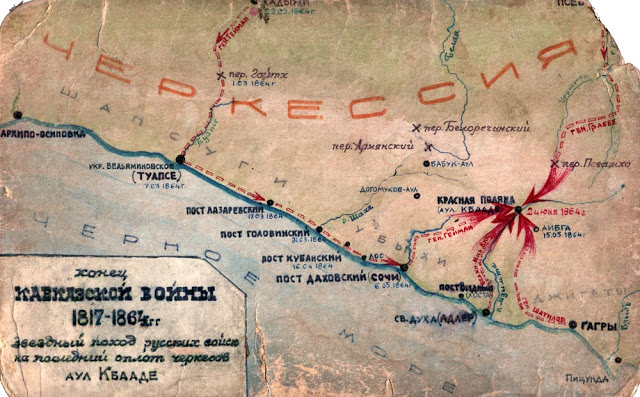
Карта окончания Кавказской войны 1864 года (на карте обозначен «Пост Лазаревский»)

В следующий раз русские солдаты снова появились в форте Лазарева только весной 1864 года. Войска генерала В. А. Геймана 5 марта 1864 года сумели отвоевать форт у неприятеля. На месте форта отряд Геймана основал в 1864 году пост Лазаревский, вокруг которого с 1869 года начали селиться греки, а с 1880-х годов и русские поселенцы.
В конце XIX века на месте укрепления существовала деревня Лазаревское, которая дала начало будущему микрорайону города Сочи.